# Corynostylis pubescens
Corynostylis pubescens är en violväxtart som beskrevs av Spencer Le Marchant Moore. Corynostylis pubescens ingår i släktet Corynostylis och familjen violväxter. Inga underarter finns listade i Catalogue of Life.